# كورت ساكس
كورت ساكس (بالألمانية: Curt Sachs )‏ (و. 1881 – 1959 م) هو عالم موسيقى، وملحن، ومختص في الموسيقى العرقية، ومنظر موسيقى، وأستاذ جامعي من ألمانيا، والولايات المتحدة، ولد في برلين، توفي في نيويورك، عن عمر يناهز 78 عاماً.

## جوائز
حصل على جوائز منها:
- الدكتوراة الفخرية من جامعة برلين الحرة.

## روابط خارجية
- كورت ساكس على موقع الموسوعة البريطانية (الإنجليزية)
- كورت ساكس على موقع مونزينجر (الألمانية)
- كورت ساكس على موقع ميوزك برينز (الإنجليزية)